# Kanda (Bajura)
Kanda (nep. काण्ड) – gaun wikas samiti w zachodniej części Nepalu w strefie Seti w dystrykcie Bajura. Według nepalskiego spisu powszechnego z 2011 roku liczył on 546 gospodarstw domowych i 3200 mieszkańców (1688 kobiet i 1512 mężczyzn).